# Daniił Sołod
Daniił Siemionowicz Sołod (ros. Даниил Семёнович Солод, ur. 1908, zm. 1988) – radziecki dyplomata.

## Życiorys
Członek WKP(b), od 1937 pracował w Ludowym Komisariacie Spraw Zagranicznych ZSRR, 1939-1940 szef jego Wydziału Kadr. 1940-1941 pracownik Ambasady ZSRR w Jugosławii, 1941-1943 w Ambasadzie ZSRR w Iranie, 1943-1944 radca Ambasady ZSRR w Egipcie. Od 14 września 1944 do 22 kwietnia 1950 ambasador nadzwyczajny i pełnomocny ZSRR w Syrii i jednocześnie w Libanie, 1951-1953 kierownik Wydziału Państw Bliskiego i Środkowego Wschodu Ministerstwa Spraw Zagranicznych ZSRR, od 12 października 1953 do 1 stycznia 1956 ambasador nadzwyczajny i pełnomocny ZSRR w Egipcie, 1956-1960 ponownie zastępca kierownika Wydziału Państw Bliskiego Wschodu MSZ ZSRR, od 2 stycznia 1960 do 10 stycznia 1962 ambasador nadzwyczajny i pełnomocny ZSRR w Gwinei.